# Реймонд Бенедікт Асквіт
Реймонд Бенедікт Бартолом'ю Майкл Асквіт граф Оксфордський,OBE(англ. Raymond Benedict Bartholomew Michael Asquith; 24 серпня 1952) — британський дипломат. Співзасновник Агентства модернізації України
3-й граф Оксфорд і Асквіт (нар. 1952), старший син попереднього.

## Біографія
Пан Оксфорд (як він тепер відомий) був названий на честь його діда по батьківській лінії Раймонд Асквит, вчений і офіцер (загинув у бою під час Першої світової війни), і старший син покійного 2-й граф Оксфорд і Асквит, KCMG.
Він здобув освіту в школі Фарлі і Амплфорт коледжі, перш ніж вступити до коледжу Бейлліол та Оксфорду, який закінчив зі ступенем Магістр (MA).
У 2015 році Реймонд Бенедікт Асквіт став одним із ініціаторів створення Агентства модернізації України. Із 3 березня 2015 року входить до Ради Агентства, відповідальний за нагляд і координацію
розробки Програми модернізації України.

## Звання
- OBE (1992)
- Граф (2011).